# Kon’yō Aoki
Kon’yō Aoki (jap. 青木昆陽 Aoki Kon’yō; ur. 1698, zm. 1769) – japoński uczony epoki Edo, pierwszy znaczący przedstawiciel szkoły rangaku, czerpiącej z osiągnięć nauki zachodniej.
Pochodził z rodziny mieszczańskiej, studiował filozofię konfucjańską w szkole Tōgaia Itō. Pomimo niskiego urodzenia zrobił karierę na dworze sioguna Yoshimune Tokugawy, w 1739 roku dochodząc do stanowiska dyrektora nadwornego archiwum. Interesował się zagadnieniami agronomicznymi. Zasługą Aokiego jest przekonanie w 1735 roku sioguna do zaprowadzenia na szeroką skalę uprawy batatów, co pozwoliło zwalczyć szalejącą klęskę głodu. Z tego powodu zyskał sobie przezwisko Kanshō-sensei (jap. 甘藷先生) czyli „Mistrz Batat”.
W 1740 roku uzyskał od sioguna pozwolenie na naukę języka holenderskiego, którego najpierw uczył się od holenderskich rezydentów w Edo, a później w Nagasaki w faktorii na wyspie Dejima. Zapoznawszy się dzięki temu z osiągnięciami nauki zachodniej napisał szereg traktatów, m.in. Oranda-kahei-ko (jap. 和蘭貨幣考; Notatki o pieniądzach holenderskich) i Oranda-moji-ryakkō (jap. 和蘭文字略考; Krótkie noty o literach holenderskich).